# Јеврејска гробља у Београду
У Београду је у прошлости постојало више јеврејских гробаља.
У оквиру комплекса Новог гробља данас се налазе Ашкенаско гробље, настало 1876. године, издвајањем посебне парцеле за припаднике друге вере и Сефардско гробље, настало 1888. године куповином плаца преко пута Новог гробља,  и његовим проширивањем 1925. на Ново јеврејско гробље.
Земунско јеврејско гробље је једно од најстаријих у Србији. Прва сахрањивања на њему су забележена у периоду оснивања земунске јеврејске општине 1740. године.
Место познато као Троструки сурдук на Лединама, данас на Новом Београду, где је у јесен 1941. године је извршено стрељање 240 цивила, Скупштина града Београда је 1992.  прогласила за Јеврејско гробље.
Јеврејска гробља у Београду су споменици историје и културе под отвореним небом.

## Историја
У Београду се у прошлости налазило неколико јеврејских гробаља.
Време досељавања Јевреја у Београд није могуће тачно утврдити. Интензивније насељавање Сефарда отпочело је од 1521. године и од тог времена постоји организована јеврејска заједница. Јевреји су живели у засебној махали поред реке Саве и на савској падини су се јавила прва јеврејска гробља, на простору који би у данашње време било омеђано улицама Кнез Михаилова, Краљице Наталије и Царице Милице.
Јеврејска заједница се у 17. веку проширила поред Дунава у крају који се назива Јалија. Претпоставља се да је на дунавској падини, односно данашњем Дорћолу постојало јеврејско гробље, али за то не постоје докази.
Из тог периода су сачувана два надгробна споменика сефардским Јеврејима и то споменик Дона Клари из 1620. године и споменик Аврахаму Хакоену из 1641. године. Оба споменика се данас чувају у Јеврејском историјском музеју у Београду.
Претпоставља се да је у првој половини 17. века настало јеврејско гробље на Палилули, које одговара данашњој Далматинској улици из које се улазило у гробље. Континуирано постојање овог гробља се може пратити  преко планова Београда израђиваних током 18. и 19. века.
Већина јеврејског становништава из тог доба је била сефардског порекла, који су се досељавали углавном из Османског царства, док су мањи део чинили Ашкенази, који су се досељавали из Немачке, али се тај однос временом мењао у корист једних или других.
Октобра 1869. године основана је засебна ашкенаска општина. Имајући за циљ очување јединства народа, Сефарди који су већ имали организовану своју општину су им понудили коришћење заједничких установа, али је управа града, не улазећи у разлоге, ипак признала и другу јеврејску општину. Ово је за последицу имало касније оснивање засебног ашкенаског гробља. Ашкенаска општина се по оснивању ставила под заштиту аустроугарског посланика у Београду и тако остала и после Берлинског конгреса 1878. Одлуком министарства просвете и црквених послова 1892. године додељена им је верска аутономија.

## Ново гробље у Београду
Данас се у оквиру комплекса Новог гробља налазе два јеврејска гробља. Једно је Сефардско гробље, смештено непосредно уз Гробље ослободилаца Београда 1944. године, које је још увек активно, а друго је ашкенаско гробље, које има више споменичку вредност.
Оба гробља су парк природе и део културне баштине Београда.

### Сефардско гробље
Сефардско гробље је основано 1888. године, тако што је јеврејска црквено-школска  општина у Београду откупила плац од града преко пута Новог гробља у Гробљанској, данас Рузвелтовој улици, од шабачког трговца Ђорђа Куртовића. Купљена парцела је 1925. године даље проширена на Ново јеврејско гробље, на које је пресељено старо јеврејско гробље из Далматинске улице.
На простору старог јеврејског гробља на Палилули је 1928. године одржан свечани обред сахрањивања посмртних остатака у заједничку костурницу и пренети су посмртни остаци 13 рабина и учитеља на Ново јеврејско гробље, где су сахрањени у заједничку гробницу, над којом је подигнут споменик у облику саркофага. Са старог гробља су пренети и споменици у облику хоризонталних камених плоча, са именима покојника на хебрејском језику и годином смрти, без дужих епитафа
Кроз гробље води централна стаза окружена боровима старим неколико деценија.
На Сефардском гробљу се налазе три значјана споменика високе уметничке вредности:
- Споменик јеврејским ратницима Балканских ратова и Првог светског рата 1912 – 1918 (132 хероја). Налази се на крају централне стазе. Подизањем тог обележја истакнут је допринос Јевреја у очувању државе у којој су живели.[6] Подигла га је Јеврејска општина Београд, од новца који су прикупили рођаци и пријатељи погинулих, 1927. године на ратничкој парцели. Споменик је пројектовао јеврејски архитекта Самуел Сумбул. У средишту полукружног платоа је обелиск висок осам метара, са четири стуба. На пирамидалном врху налази се двоглави орао, а испод њега српски грб са четири оцила. Једна орлова глава гледа у небо, односно у слободу, док је друга погнута ка земљи и симболично тугује са народом. На дну обелиска мотив српске шајкаче, сабље и пушке, а испод је Давидова звезда[7] и Његошеви стихови из „Горског вијенца“,[6] као симболи пријатељства јеврејског и српског народа. На ивицама платоа су такође карактеристични симболи јудаизма, бели лавови, а иза њих су гробови погинулих. Задњи део споменика затворен је са трапезоидним каменим масивом, састављен од пет плоча, са две пламене светиљке, јеврејски вечни помен умрлима. На средишним хоризонталним и вертикалним плочама је исклесана посвета погинулима, а на две бочне уклесана су имена погинулих ратника.[7] Крај имена су постављени каменчићи, као један од јеврејских обичаја, јер на истом месту почивају земни остаци хероја.“[6]
- Споменик јеврејским жртвама из Другог светског рата, подигнут 1952. Налази се на крају главне алеје. Израђен је према нацрту архитекте Богдана Богдановића,[8]  који је за ово дело награђен Октобарског наградом града Београда.[1] Ово је Богдановићево прво дело израђено од камена.[6] У споменик су уграђени фрагменти, али и целе надгробне полоче са хебрејским текстом, које воде порекло са старог јеврејског гробља на Палилули.[1] Оваквим решењем, аутор споменика је имао за циљ наглашавање континуитета са традицијом и претходним нараштајима Јевреја, мада је коришћење старих надгробних споменика као грађевинског материјала за нове споменике у то време генерално примњивано за проблеме напуштених и оштећених гробаља.[9] Споменик је изграђен у оквиру акције Савеза јеврејских општина Југославије, који је, у намери да страдање својих сународника отргне од заборава, одлучио да 1952. године подигне споменике свим страдалим југословенским Јеврејима, с тим да споменици буду локалног, републичког, односно покрајинског нивоа. Осим у Београду, истим поводом су подигнути и споменици на јеврејским гробљима у Загребу (посвећен настрадалим Јеврејима у Хрватској), Сарајеву (посвећен Јеврејима настрадалим у Босни и Херцеговини) и Новом Саду (посвећен Јеврејима настрадалим у Новом Саду и јужној Бачкој), као и у Ђакову (посвећен Јеврејима страдалим у Логору Ђаково, већином из Сарајева, али и из других делова НДХ).[10] Церемоније откривања споменика су одржане августа и септембра 1952. године. И поред тога што им у југословенским медијима није посвећена довољна медијска пажња,[11] представљају једну од најважнијих комеморација посвећених жртвама Холокауста, које су до тада одржане у Европи.[12] У склопу споменика налази се и спомен-костурница са посмртним остацима 197 јеврејских жртава фашизма. На истом месту налази се и урна Богдана Богдановића, која је по његовој последњој жељи и уз одобрење јеврејске заједнице, из Беча пренета 2011, а поред његове, налази се и урна његове супруге.[6]
- Споменик јеврејским избеглицама из Аустроугарске, који је подигла јеврејска општина из Беча 1959. према пројекту Анрија Мешулама.[8] Реч је о више од 1.200 Јевреја, који су бежећи са територије Трећег раха, крајем 1939. године кренуло из Беча и Братиславе и планирало  да пловећи Дунавом кроз Југославију, преко Румуније, Црног мора и Турске стигну до тадашње Палестине. Због лоше организације, као и проблема око добијања визе, њихово путовање је заустављено након нешто више од месец дана, у Прахову, на граници између Југославије и Румуније, након одбијања Румуније да им дозволи пролаз без сертификата за усељење у Палестину, као и због залеђивања Дунава, који им је у потпуности онемогућио пловидбу.[13] Провели су целу зиму и пролеће у Кладову.[8] Септембра 1940. године су пребачени у Шабац , тада првинцијски градић који је бројао око 16.000 становника и у којем је живела мала, али угледна јеврејска заједница, и у њој су се настанили.[13] Непосредно пред напад Немачке на Југославију, група од око 200 млађих људи из такозваног „Кладовског транспорта“ ипак је добила потребну документацију и пребачена је преко Грчке до Палестине. Од оних који су остали, већина је окупацију дочекала у Шапцу и  15. јула 1941. је спроведена у новоосновани Логори нацистичке Немачке у Шапцу. То је била прва група Јевреја на територији Србије који су масовно интернирани.[13] Мушкарци су стрељани 12. и 13. октобра 1941. у близини села Засавица код Шапца, док су жене, са децом натеране да пешке иду у Логор Сајмиште [8] и тамо су погубљени пролећа 1942. Посмртни остаци неколико стотина Јеврејеа убијених код Засавице, који нису по наредби генерала Франца Бемеа спаљени у акцији  Специјална акција 1005, а након рата ексхумирани и 1959. године пренети у заједничку костурницу на Сефардском гробљу.[13]
- Као и на другим јеврејским гробљима, на Сефардском гробљу у Београду се налази Гениза, споменик и гробно место за јеврејске верске књиге,[8] подигнут 1928. године. Споменик је у облику отворене Торе и књига од камена, који симболично указују на намену ове гробнице.
- споменик над заједничком гробницом деци умрлој од шпанске грознице и других болести између два светска рата. Подигла га је Јеврејска општина 1976. године и у њој се налазе посмртни остаци деце чији су појединачне гробнице уништене. Аутор споменика је сликар Јован Ћурчић.[1]

На гробљу је подигнута капела по пројекту инжењера Јосифа Албале, која је освећена 1934. године.
Гробље се простире на 12.748m², и на њему се налази око 4.000 гробница.

### Ашкенаско гробље
Ашкенаско гробље је такође део Новог гробља, а налази се преко пута сефардског гробља и зидом је ограђено од остатка Новог гробља. Настало је 1876. године, тако што је Управа Новог гробља одвојила посебну парцелу за припаднике друге вере.
За разлику од старих сефардских споменика, који су постављени хоризонтално, ашкенаски стари споменици су постављене вертикално, али су се ове разлике  временом изгубиле и на оба гробља су почели да се постављају двојезични натписи.
Након што су на Новом гробљу подигнуте капеле за испраћај, са леве стране од главног улаза, и испред њих формиран испраћајни трг са колонадом од тридесет девет стубова, две године касније (1937), у њиховом продужетку је подигнута капела за испраћај Јевреја ашкенског реда. У адаптираној капели за испраћај Јевреја ашкенског реда, по пројекту архитеката Спасоја Јовановића и Љубомира Профировића направљен је први крематоријум у Југославији, који је отворен  1964. године. Капела се користи за испраћај на кремацију.
Сахране на Ашкенаском гробљу данас се обављају само повремено, на већ постојећим гробним местима.

### Остали споменици
На Новом јеврејском гробљу се посебно истичу:
- споменици са уклесаним или пластично обрађеним јеврејским симболима, међу којима су примери руку подигнути у свештенички благослов (симбол рода Коеана), врце и посуде за ритуално прање руку (симбол породице Леви), Давидова звезда и свећњака меноре, које су учесталије.
- споменици са симболичним мотивима у пуној пластици и рељефу, настали под утицајем нејеврејске средине. Ту спадају уклесани симболи, као што су жалосне врбе, рељефно изведени детаљи сломљене гране и увелог пупољка који говоре о пролазности и нестајању.
- споменици са смелијим решењима који указују на умирање, међу које спадају споменик са приказом птице која је испала из гнезда, путо (итал. putto који плаче, жена која је обгрлила ковчег. Посебно занимљиви су споменици, који осим епитафом, такође клесарским радовима говоре понешто о покојниковом животу. Међу њима се посебно издваја авион у паду, који асоцира на авионску несрећу, као и споменик са рељефним зраде Волфсонове библиотеке, претече данашње Народне библиотеке Израел на Скопској гори, и чији епитаф на хебрејском говори да је покојник, Арон Најлингер, на путу бицклом за Палестину, доживео несрећу и погинуо у Београду 1933 (Ашкенаско гробље). На Ашкенаском гробљу се посебно издваја вајарско дело Томе Росандића над гробницом Руже и Јакова Клофер. Мушка и женска глава у високом рељефу, које симболижују чежњу.[1]
- портретна скулптура у рељефу је савременији начин обележавања на јеврејским надгробним споменицима. Бројни су портретни рељефни ликови покојника у бронзи, од којих су неки врло вредни уметнички радови, познатих скулптора, као што су Петар Палавичини, Нандор Глид, Александар Зарин и други. Издвајају се бронзана биста Александра Лекића, коју је израдио Предраг Сремчић (1958) и камена биста девојке на гробници породице Манхајм, коју је израдио Александар Зарин (1950).[1]
- споменици који садрже елементе архитектонских стилова карактеристичних за историцизам, као што су турбе, маварски лукови, флорална источњачка декорација, као и стубове и забате у духу неокласицизма.

## Земунско гробље на Гардошу
У Земуну је постојала ашкенаска и сефардска јеврејска општина.
Јевреја је у Замуну било већ у 17. веку. За време борби за Београду, Аустријанци су све земунске Јевреје 1688. године депортовали у Осијек, где се формира први логор у Срему за Јевреје.
Земунско јеврејско гробље је једно од најстаријих у овом делу Србије и на њему је сачуван знатан број спомен-обележја. На једном старом споменику може се разазнати да потиче из 1746. године.
Рачуна да су прве ашкенаске и сефардске породице од 1717. године боравиле
у Београду као делу Аустрије, који су 1739. године морале да напусте и пређу у Аустрију, односно Немачку. Око двадесетак породица се настанило у пограничном Земуну, где су сви Јевреји сачињавали општину која је имала судије и црквене оце, школу и синагогу, као и посебно гробље, које се налазило у северозападном делу данашњег земунског гробљанског комплекса.
Земунско јеврејско гробље се налази у старом делу Земуна. Прва сахрањивања су забележена у периоду оснивања земунске општине 1740. године.
Споменици који су смештени на десној страни од улаза на гробље, датирају из с почетка 19. века. Нико од сахрањених на том месту нема живих потомака.
На најстаријем делу гробља се налази једини сачувани споменик предака Теодора Херцла, који су били староседеоци Земуна. Споменик његовог деде, Симона Херцла је централно место окупљања циониста из целог света.
На највишој заравни гробља, са које се пружа поглед на цело гробље,  данас се налази спомен-обележје на њих 574 припадника Земунске јеврејске општине, односно 90% чланова јеврејске заједнице у Земуну, који су насилним путем изгубили живот у Другом светском рату. Кенотаф је израђен у облику зарубљене тростепене пирамида од сивог камена са чије су све четири стране, по азбучном реду, записана имена настрадалих (187) у концентрационим логорима код Јасеновца и Старе Градишке. Споменик је поставила јеврејска заједница у Земуну 1948. године.   Код споменика се одржавају комеморативни скупови, првенствено 27. јула, на дан када су  године земунски Јевреји депортовани у логоре (1942). Тада се, уз прописани верски обред и говор, прочитају и имена покојника, у знак сећања на невине жртве.
Јеврејско гробље у Земуну је током Другог светског рата служило за масовно сахрањивање жртава из Логора на Старом Сајмишту. Свакога дана после 22 сата из Логора на Старом Сајмишту, на гробље су довожена мртва или полумртва тела. У благој удолини гробља, Савез бораца Другог светског рата је 1956. године поставио споменик „Жртвама фашистичког терора 1941–1945“.
Посебан део гробља означено је као место на коме су сахрањивани утопљеници. Већина је убијена у Новом Саду, током Новосадске рације, а затим бачена у Дунав.
Тридесетак делова споменика са најстаријег дела гробља је премештено 1978. и постављено у три реда.
На једном делу гробља налази се гробница у коју су сахрањивани муслимани из Босне, припадници Ханџар дивизије, регрутовани за слање на Источни фронт, који су умрли природном смрћу током боравка у сабирном прихватилишту код Железничке станице у Земуну.
Земунско гробље на Гардошу је културно добро и споменик културе, а јеврејски део гробља је најстарији културно-историјски споменик Земуна.
Подручје Јеврејског гробља у Земуну поседује веома богату и разнолику дендрофлору, коју чине многобројне лишћарске, четинарске и жбунасте врсте дрвећа. Дрвеће је углавном сконцентрисано око пешачких стаза у виду обостраних дрвореда и истовремено представља и спољашњу границу гробља.

## Троструки сурдук – Ледине
На ободу насеља Ледине на Новом Београду, на месту које је пре Другог светског рата било познато под називом Троструки сурдук, у јесен 1941. године је извршено стрељање 240 цивила, који су на истом месту и сахрањени.
Истраживања су жртве довела у везу са 187 Јевреја који су уписане у књиге Бањичког логора. Они су 14. септембра 1941. године, према званичној документацији требало да буду спроведени у Јеврејски логор у Земуну, који у то време још увек није био отворен.
Прве податке о овом злочину је прикупила Анкетна комисија за истраживање злочина почињених у Логору на Сајмишту 1945. године. Комисија је ексхумирацијом гробница пронашла остатке тела 240 мушкараца средњих година.
Скупштина града Београда је 1992. место стрељања на Лединама прогласила за Јеврејско гробље и доделила му статус културног добра.